# Tobias Fornier (Antique)
Tobias Fornier is een gemeente in de Filipijnse provincie Antique op het eiland Panay. Bij de laatste census in 2007 had de gemeente bijna 30 duizend inwoners.

## Geografie

### Bestuurlijke indeling
Tobias Fornier is onderverdeeld in de volgende 50 barangays:
| - Abaca - Aras-Asan - Arobo - Atabay - Atiotes - Bagumbayan - Balloscas - Balud - Barasanan A - Barasanan B - Barasanan C - Bariri - Camandagan - Cato-ogan - Danawan - Diclum - Fatima | - Gamad - Igbalogo - Igbangcal-A - Igbangcal-B - Igbangcal-C - Igcabuad - Igcadac - Igcado - Igcalawagan - Igcapuyas - Igcasicad - Igdalaguit - Igdanlog - Igdurarog - Igtugas - Lawigan - Lindero | - Manaling - Masayo - Nagsubuan - Nasuli-A - Opsan - Paciencia - Poblacion Norte - Poblacion Sur - Portillo - Quezon - Salamague - Santo Tomas - Tacbuyan - Tene - Villaflor - Ysulat |

## Demografie
Tobias Fornier had bij de census van 2007 een inwoneraantal van 29.772 mensen. Dit zijn 2.441 mensen (8,9%) meer dan bij de vorige census van 2000. De gemiddelde jaarlijkse groei komt daarmee uit op 1,19%, hetgeen lager is dan het landelijk jaarlijks gemiddelde over deze periode (2,04%).